# Iggesundsgänget
Iggesundsgänget var en svensk musikgrupp som bildades 1973.
De tre musikerna Janne Krantz, Nisse Damberg och Jens Kristensen möttes första gången på Delsbostämman 1972 och bestämde sig för att börja spela tillsammans, och det blev upptakten till Iggesundsgänget. Under de 30 år som Iggesundsgänget var aktivt passerade många medlemmar revy: Britt-Marie Swing, Östen Eriksson, Kjell-Åke Eriksson, Anders Larm, Ingela Nilsson, Curt Eriksson, Peter Larm, Sören Fridolfsson, Tur-Åke Lindqvist, Sören Söderlund, Robert Öhman, Lars Strömqvist, Harri Karlsson och Pether Olsson.
Första plattan hette Blôk Sta och kom 1976 och såldes i 12 000 exemplar. År 1977 gav man ut en LP med Ewert Ljusberg, Possokongro. Året därpå framträdde gruppen på Visfestivalen i Västervik. I början av 1980-talet fick Iggesundsgänget medverka i TV-programmet Nygammalt med Bosse Larsson och upptäcktes därigenom av en större publik.
Iggesundsgängets repertoar bestod av en blandning av folkmusik, visor, och svängig musik varvat med galna och humoristiska upptåg. Texterna var inte alltid rumsrena, inte heller de historier som gruppens förgrundsfigur Janne Krantz berättade mellan låtarna.
Vissa av Iggesundsgängets låtar har testats till Svensktoppen, men ingen av låtarna lyckades ta sig in på listan. På deras sista platta En oomkullrunkelig historia finns en instrumental melodi av Janne Krantz som heter Ömhet. Den fick senare text av Åsa Jinder med titeln Av längtan till dig och kom att ligga på Svensktoppen i 25 veckor, varav 12 på första plats.
Efter 30 års turnerande och efter 15 skivor avslutade Iggesundsgänget sin verksamhet. Avskedsföreställningen ägde rum i Sammilsdalsgropen i Leksand sommaren 2003.

## Diskografi
- 1976 – Blôk Sta (Sonet SLP-2059)
- 1977 – Possokongro: ett hejdlöst uppträde inför en oförfärad publik (med Ewert Ljusberg,  YTF 50081)
- 1978 – Hörrgårdsblandning (Sonet SLP-2613)
- 1980 – Nya infall (eget bolag,  IGG 80)
- 1982 – Scendrag (Forsaljud FoLP 16)
- 1985 – Osencurrerat (Forsaljud FoLP 22)
- 1986 – Rätt opp å ner (Start Klart FoLP-25)
- 1989 – På väg vart f-n som helst (Start Klart SKRLP 007)
- 1991 – Nöff (Start Klart SKRCD-012)
- 1993 – 20-årsjubileum (Start Klart SKRCD 020), samlingsskiva
- 1994 – Iggesundsgänget 94 (John's Records JCD 9439)
- 1996 – Hem & Röj Den (eget bolag, IGG 9639)
- 1998 – 25 år med Iggesundsgänget (Start Klart SKRCD-50), samlingsskiva
- 1999 – En oomkullrunkelig historia (eget bolag, IGG 99)
- 2003 – Slutförvaring (3 CD-box, eget bolag), samlingsbox